# Aspidka

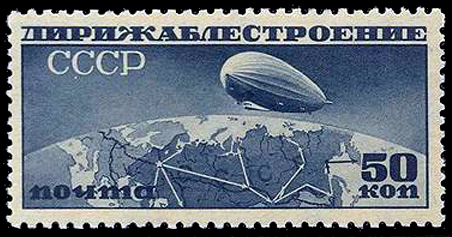
Aspidka (variedad en azul), URSS, 1931.

Aspidka (del ruso: 'Аспидка') es el nombre filatético de la estampilla aérea de la URSS de la serie “Construcción de dirigibles en la URSS”, lanzada en mayo de 1931 (Catálogo de la FAC #378; Scott #C23a).

## Descripción de la rareza
En la estampilla aparece el dirigible sobre el globo terráqueo con un valor facial de 50 kopek. Diseñado por Vasili Zaviálov.
La estampilla fue proyectada en pardo o marrón (Catálogo de la FAC #376; Scott #C23). Sin embargo, dentro de la producción de una parte menor de la emisión, unos tres millares de piezas, el color negro bajó a azul (de pizarra o en ruso: аспидный, aspidnyj). Esta es una de las rarezas soviéticas.
Más raro aun la misma estampilla en versión indentada. Su impresión de 24 piezas, es decir, un pliego, que fue ocasionalmente imperforada. Sello descrito en el catálogo de correo aéreo “Sanabriya” (inglés: Sanabria's Air Post Catalogue, EUA), publicado en 1966; el coste del sello se evaluaba en 350 dólares. Tres ejemplares se conocen de coleccionistas soviéticos.

## Historia
Variedad del color estándar. Una serie de estampillas “Construcción de dirigible” llamaron la atención de gobierno y la comunidad Soviéticas por el de esta forma de aeronáutica en conexión la primera llegada a URSS del dirigible “Graf Zeppelin” en septiembre de 1930.
En 1931 la revista “Colector Soviético” escribió al respecto la estampilla de 50 kopek de esta serie:

“Estampilla de 50 kopek que marca el rol del dirigible en un estudio de regiones poco conocidas de la Tierra. 
Aeronaves que sobrevuelan el polo norte, que en años recientes bordean la atención del mundo entero, especialmente después de la catástrofe del dirigible “Italia” y a inolvidable expedición del rompehielos “Krasin”...”